# Peyrilhac
Peyrilhac – miejscowość i gmina we Francji, w regionie Nowa Akwitania, w departamencie Haute-Vienne.
Według danych na rok 1990 gminę zamieszkiwało 1067 osób, a gęstość zaludnienia wynosiła 28 osób/km² (wśród 747 gmin Limousin Peyrilhac plasuje się na 114. miejscu pod względem liczby ludności, natomiast pod względem powierzchni na miejscu 93.).